# Вильгельмсдорф (Средняя Франкония)
Вильгельмсдорф (нем. Wilhelmsdorf, на сайте общины — Wilhelmsdorf in Mittelfranken) — община, пфаррдорф и член административного сообщества Хагенбюхах-Вильгельмсдорф в Германии, в Республике Бавария.
Община расположена в административном округе Средняя Франкония в восточной части района Нойштадт-ан-дер-Айш-Бад-Виндсхайм и непосредственно подчиняется управлению административного сообщества Хагенбюхах-Вильгельмсдорф.
Центр общины Вильгельмсдорф и административного сообщества Хагенбюхах-Вильгельмсдорф — пфаррдорф Вильгельмсдорф:
- 91489 Вильгельмсдорф, Гугеноттенплац, 8 (нем. Hugenottenplatz 8, 91489 Wilhelmsdorf);
- бургомистр общины — Вернер Фридрих;

По данным на 31 декабря 2015 года:
- территория — 780,51 га;[5][6]
- население — 1482 чел.;[7][8]
- плотность населения — 189,88 чел./км²;
- землеобеспеченность с учётом внутренних вод — 5266,60 м²/чел.

## География

### Внутреннее деление
Община подразделяется на 6 административных единиц.
| №№ п/п | Название административных единиц | Немецкое название         | Тип (вид) населённого места (Ortstyp) | Дата вхождения в состав общины |
| ------ | -------------------------------- | ------------------------- | ------------------------------------- | ------------------------------ |
| 1      | Вильгельмсдорф                   | Wilhelmsdorf              | Пфаррдорф (Pfarrdorf)                 |                                |
| 2      | Оберальбах                       | Oberalbach                | Дорф (Dorf)                           | 1971                           |
| 3      | Трабельсхоф (Траблертсхоф)       | Trabelshof (Trablertshof) | Хутор (Weiler)                        |                                |
| 4      | Унтеральбахермюле                | Unteralbachermühle        | Пустырь (Einöde)                      |                                |
| 5      | Штадельхоф                       | Stadelhof                 | Пустырь (Einöde)                      |                                |
| 6      | Эберсбах                         | Ebersbach                 | Дорф (Dorf)                           | 1971                           |

### Соседние муниципалитеты
Вильгельмсдорф со всех сторон окружают муниципалитеты Эмскирхен и с северо-восточной стороны — Оберрайхенбах (район Эрланген-Хёхштадт).

## Население
По оценке на 31 декабря 2015 года население общины Вильгельмсдорф составляет 1482 чел. 

| Дата      | 1840 | 1871 | 1900 | 1925 | 1939 | 1950 | 1961 | 1970 | 1987 | 2011 |
| --------- | ---- | ---- | ---- | ---- | ---- | ---- | ---- | ---- | ---- | ---- |
| Население | 854  | 789  | 625  | 627  | 579  | 850  | 884  | 985  | 1002 | 1367 |

| Год       | 1960 | 1970 | 1980 | 1990 | 2000 | 2009 | 2010 | 2011 | 2012 | 2013 | 2014 | 2015 |
| --------- | ---- | ---- | ---- | ---- | ---- | ---- | ---- | ---- | ---- | ---- | ---- | ---- |
| Население | 861  | 996  | 957  | 1042 | 1297 | 1314 | 1319 | 1385 | 1427 | 1457 | 1462 | 1482 |

## Политическая ситуация
Муниципальные выборы — 2008

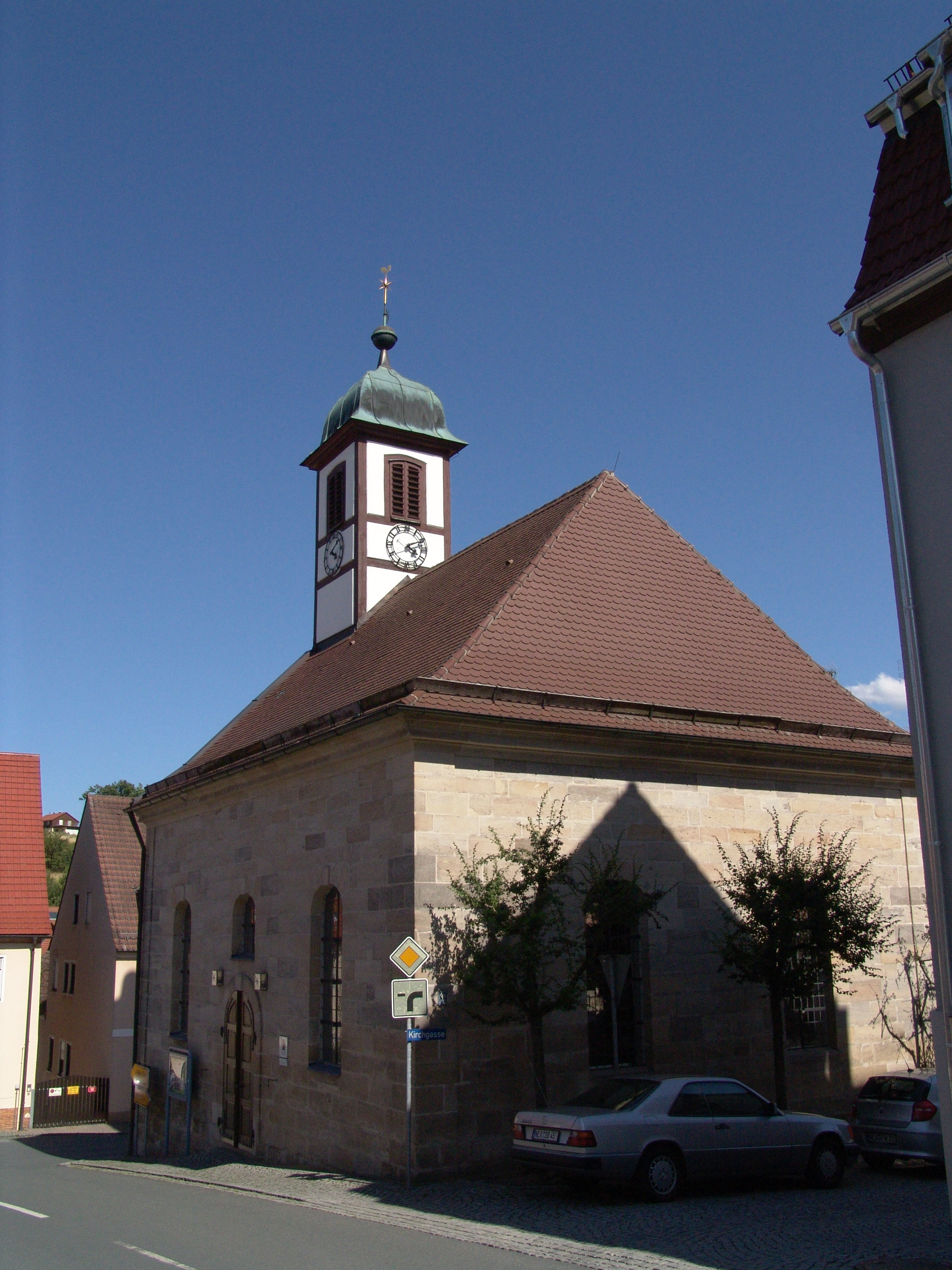
Евангелическо-лютеранская приходская церковь «Гугеноттенкирхе»

Бургомистр общины — Вернер Фридрих (ХСС Баварии) по результатам выборов 2 марта 2008 года.
Совет представителей общины (нем. Gemeinderat) состоит из 12 мест.
Распределение мест:
- ХСС занимает 5 мест;
- группа избирателей без статуса политической партии ФВГ (нем. Wählergruppe FWG) занимает 4 места;
- группа избирателей без статуса политической партии УВГ (нем. Wählergruppe UWG) занимает 3 места.

Муниципальные выборы — 2014
Бургомистр общины — Вернер Фридрих (ХСС Баварии)/ФБ/ФВГ по результатам выборов 16 марта 2014 года.
Совет представителей общины состоит из 12 мест.
Распределение мест:
- группа совместных номинаций ФВГ (нем. gemeinsame Wahlvorschläge) занимает 5 мест;
- группа избирателей ФБ (нем. Wählergruppen) занимает 7 мест[19].